# 2 maj
2 maj är den 122:a dagen på året i den gregorianska kalendern (123:e under skottår). Det återstår 243 dagar av året.

## Namnsdagar

### I den svenska almanackan
- Nuvarande – Filip och Filippa
- Föregående i bokstavsordning
  - Athanasius – Namnet fanns, till minne av Athanasios en biskop och kyrkofader från Alexandria, som levde på 300-talet, på dagens datum fram till 1901, då det utgick.
  - Filip – Namnet fanns före 1901 på 1 maj i den äldre namnformen Filippus. Detta år ersattes det av den modernare formen Filip och flyttades till dagens datum, där det har funnits sedan dess.
  - Filippa – Namnet infördes 1901 på 8 mars. 1993 flyttades det till dagens datum och har funnits där sedan dess.
  - Åsa – Namnet infördes på dagens datum 1986, men flyttades 1993 till 12 september, där det har funnits sedan dess.
  - Åse – Namnet infördes på dagens datum 1986, men utgick 1993.
- Föregående i kronologisk ordning
  - Före 1901 – Athanasius
  - 1901–1985 – Filip
  - 1986–1992 – Filip, Åsa och Åse
  - 1993–2000 – Filip och Filippa
  - Från 2001 – Filip och Filippa
- Källor
  - Brylla, Eva (red.): Namnlängdsboken, Norstedts ordbok, Stockholm, 2000. ISBN 91-7227-204-X
  - af Klintberg, Bengt: Namnen i almanackan, Norstedts ordbok, Stockholm, 2001. ISBN 91-7227-292-9

### Finlandssvenska almanackan
- Nuvarande från 2020[1] – Vivan, Vivi, Vivian
- I föregående revideringar[a][2]
  - 1929–1949 – Viva
  - 1950–2004 – Vivan, Vivi
  - 2005–2019 – Vivian, Vivan, Vivi

## Händelser
- 1442 – Den svenske unionskungen Kristofer av Bayern stadfäster en reviderad version av Magnus Erikssons landslag från 1350, som efter honom får namnet Kristofers landslag. Den kommer att gälla som svensk lag på landsbygden fram till 1736, då 1734 års lag träder i kraft. För städerna gäller Magnus Erikssons stadslag, också från 1350, även fortsättningsvis (också till 1736).
- 1670 – Den engelske kungen Karl II ger exklusiva privilegier till det så kallade Hudson Bay-kompaniet att ha ensamrätt att bedriva handel (framförallt med pälsverk) i Ruperts land runt den stora inlandsviken Hudson Bay i nuvarande Kanada.[3] Kompaniet kommer att behålla privilegierna (inklusive rätten att i området utgöra lagstiftande, dömande och verkställande makt) i 200 år (till 1869).
- 1754 – Hedemora i södra Dalarna drabbas av en våldsam stadsbrand, där 90 av stadens 110 hus brinner ner, däribland alla spannmåls- och djurfoderförråd, vilket leder till stor nöd. Senare samma år beviljas staden 15 års skattefrihet (senare ändrat till fyra år), för att man ska kunna återuppbygga den, dock med kravet att husen byggs i sten, för att minska brandrisken. Branden medför därmed, att Hedemora kan byggas upp med modern stadsplanering.
- 1813 – En fransk styrka på 78 000 man, ledd av Napoleon I, besegrar en preussisk-rysk på 93 000, ledd av Gebhard Leberecht von Blücher i slaget vid Lützen. Trots att de franska förlusterna uppgår till nära 20 000 man och de rysk-preussiska till 15 000 lyckas fransmännen stå emot samtliga allierade anfall och besegra den allierade styrkan.
- 1815 – En österrikisk styrka på 12 000 man, ledd av Friedrich von Bianchi, inleder slaget vid Tolentino i nuvarande Italien, mot en neapolitansk styrka på nära 26 000, ledd av Neapels kung Joachim Murat. När slaget är över dagen därpå uppgår de österrikiska förlusterna till 700 döda och 100 sårade, medan de neapolitanska är över 4 000 och österrikarna har vunnit en avgörande seger.
- 1945 – Slaget om Berlin under andra världskriget avslutas officiellt, då den sovjetiska Röda armén meddelar, att de har intagit den tyska huvudstaden dagen innan. Den tyske ledaren Adolf Hitler har begått självmord den 30 april och den 7 maj kapitulerar Tyskland villkorslöst till de allierade.
- 1969 – Den brittiska lyxkryssaren RMS Queen Elizabeth 2 inleder sin jungfruresa från brittiska Southampton till New York (samma rutt som RMS Titanic hade på sin jungfrufärd). Under de knappt 40 år hon är i tjänst (till 2008) hinner hon göra 26 resor jorden runt och resa totalt 5,8 miljoner sjömil.
- 1982 – En brittisk ubåt sänker den argentinska kryssaren ARA General Belgrano under det pågående Falklandskriget. Sänkningen blir kontroversiell, då den sker utanför den krigszon, som Storbritannien har proklamerat. Britterna försvarar sig med, att kryssaren anses så viktig, att de inte vill förlora kontakten med den eller riskera, att den uppnår argentinsk hamn.
- 1983 – Stig Malm efterträder Gunnar Nilsson som ordförande för fackföreningsorganisationen LO. Han innehar posten i tio år, innan han 1993 tvingas avgå.
- 1992 – Europeiska gemenskaperna (EG) och Europeiska frihandelssammanslutningen (EFTA) undertecknar i den portugisiska staden Porto ett avtal om ekonomiskt samarbete (EES-avtalet), vilket innebär export och import mellan medlemsländerna ska ske tullfritt. Sedan Schweiz i en folkomröstning dock har sagt nej till avtalet ställer sig detta land utanför och får istället ha specialavtal med de övriga länderna. Avtalet träder i kraft och börjar gälla från och med 1 januari 1994.
- 1997 – Den brittiske labourledaren Tony Blair efterträder John Major som Storbritanniens premiärminister, sedan Labour har vunnit en jordskredsseger över det Konservativa partiet i parlamanetsvalet dagen före. Därmed bryts det konservativa styre, som har varat i landet sedan 1979. Blair sitter sedan på posten i tio år, innan han 2007 avgår både som premiärminister och partiledare för Labour.
- 2004 – Martín Torrijos väljs till Panamas president, då han får 47,4 procent av rösterna i presidentvalet. Han kan därmed efterträda Mireya Elisa Moscoso på posten den 1 september.
- 2011 – Den efterspanade terroristledaren Usama bin Ladin, som har varit ledare för terrornätverket al-Qaida sedan dess grundande 1988, blir dödad av amerikanska soldater i en förort till den pakistanska staden Abbottabad.
- 2014 – 42 personer bränns till döds i fackföreningarnas hus i Odessa  efter att ha flytt från högerextrema.

## Födda
- 1360 – Zhu Di, kejsare av Kina 1402–1424
- 1660 – Alessandro Scarlatti, italiensk tonsättare
- 1737 – William Petty, brittisk whigpolitiker, Storbritanniens inrikesminister 1766–1768 och 1782 samt premiärminister 1782–1783
- 1768 – Jean-Louis Alibert, fransk läkare
- 1772 – Friedrich Leopold, tysk poet och novellist inom romantiken med pseudonymen Novalis
- 1806
  - Charles Gleyre, schweizisk målare
  - Catherine Labouré, fransk mystiker, nunna och helgon
- 1815 – David S. Walker, amerikansk politiker och jurist, guvernör i Florida 1865–1868
- 1821 – Jens Andreas Friis, norsk författare och språkvetare
- 1848 – Harald Hjärne, svensk historiker, ledamot av Svenska Akademien 1903–1922
- 1859 – Jerome K. Jerome, brittisk författare och dramatiker
- 1860 – Theodor Herzl, österrikisk-judisk journalist, grundare av den moderna politiska sionismen
- 1863 – Norris Brown, amerikansk republikansk politiker, senator för Nebraska 1907–1913
- 1886 – Gottfried Benn, tysk författare och läkare
- 1890 – Hedda Hopper, amerikansk skådespelare och kolumnist
- 1891 – Ingeborg Bengtson, svensk skådespelare och pianist
- 1892 – Manfred von Richthofen, tysk stridspilot med smeknamnet Röde Baronen
- 1894 – Kim Sigler, amerikansk politiker, guvernör i Michigan 1947–1949
- 1902 – Erik Petersson i Alvesta, svensk skolman och folkpartistisk politiker
- 1903
  - Bing Crosby, amerikansk sångare och skådespelare
  - Benjamin Spock, amerikansk barnläkare
- 1909 – Olle Björling, svensk konsertsångare (tenor)
- 1912 – Marten Toonder, nederländsk serietecknare
- 1921 – Satyajit Ray, indisk regissör, manusförfattare, producent och kompositör
- 1922 – Rudolf Keijser, svensk musiker och pianostämmare
- 1923 – Patrick Hillery, irländsk Fianna Fáil-politiker, Irlands president 1976–1990
- 1925 – Inga Gill, svensk skådespelare
- 1930 – Yoram Kaniuk, israelisk författare, konstnär, journalist och teaterkritiker
- 1933 – Lennart Kollberg, svensk skådespelare och tv-regissör
- 1934
  - Olle Adolphson, svensk kompositör och trubadur
  - Karin Wegestål, svensk socialdemokratisk riksdagsledamot
  - Hans Hamngren, svensk målare
- 1935 – Faisal II, kung av Irak 1939–1958
- 1936 – Arnold George Dorsey, brittisk musiker och sångare med artistnamnet Engelbert Humperdinck
- 1937
  - Bengt Bratt, svensk författare, manusförfattare och dramatiker
  - Amrish Puri, indisk skådespelare
- 1942 – Jacques Rogge, belgisk seglare och läkare, ordförande för Internationella olympiska kommittén (IOK) 2001–2013
- 1945 – Bianca Jagger, nicaraguansk politisk aktivist
- 1946
  - Lesley Gore, amerikansk sångare
  - David Suchet, brittisk skådespelare
- 1947 – Peter Welch, amerikansk demokratisk politiker, senator 2023–
- 1950 – Scott McCallum, amerikansk republikansk politiker, guvernör i Wisconsin 2001–2003
- 1964 – Silvia Neid, tysk fotbollsspelare och -tränare
- 1972 – Dwayne Johnson, amerikansk skådespelare och fribrottare med artistnamnet The Rock
- 1975 – David Beckham, brittisk fotbollsspelare
- 1977
  - Pernille Holmboe, norsk fotomodell
  - Kalle Palander, finländsk skidåkare
  - Therese Grankvist, svensk sångerska, tidigare medlem i musikgruppen Drömhus
- 1979 – Roman Ljasjenko, rysk ishockeyspelare
- 1980 – Brad Richards, kanadensisk ishockeyspelare
- 1981 – Kirsten Belin, svensk friidrottare
- 1983
  - Dani Sordo, spansk rallyförare
  - Derek Boateng, ghanansk fotbollsspelare
- 1985
  - Lily Allen, brittisk popsångare
  - Zhang Zhilei, kinesisk boxare
- 1996 – Julian Brandt, tysk fotbollsspelare

## Avlidna
- 373 – Athanasios, 75, biskop av Alexandria, grekisk kyrkofader och helgon
- 1280 – Trugot Torstensen, dansk kyrkoman, ärkebiskop i Lunds stift sedan 1276
- 1519 – Leonardo da Vinci, 67, italiensk målare, skulptör, naturvetare, arkitekt, uppfinnare och universalgeni
- 1685 – Adriaen van Ostade, 74, nederländsk konstnär
- 1709 – Nicolaus Georgii Dwan, 63, svensk domprost i Västerås och riksdagsman
- 1828 – Thomas Tudor Tucker, 82, amerikansk läkare och politiker
- 1854 – Sulpiz Boisserée, 70, tysk konst- och arkitekturhistoriker
- 1857 – Alfred de Musset, 46, fransk författare
- 1945
  - Kurt Fricke, 55, tysk sjömilitär
  - Wilhelm Prentzel, 66, tysk sjömilitär
  - Ludwig Stumpfegger, 34, tysk SS-läkare och Adolf Hitlers personlige kirurg
  - Karl Fritzsch, 41, tysk SS-officer
- 1946 – Steinar Jøraandstad, 42, norsk skådespelare och sångare
- 1951 – Oscar Winge, 66, svensk skådespelare, regissör, teaterledare och friidrottare
- 1957 – Joseph McCarthy, 48, amerikansk republikansk politiker, senator för Wisconsin sedan 1947
- 1968
  - Bengt Rodhe, 66, svensk kompositör, musikarrangör, sångare och pianist
  - Gustaf Widner, 74, svensk verkstadsarbetare och socialdemokratisk politiker
- 1969 – Franz von Papen, 89, tysk politiker, diplomat och militär, Tysklands rikskansler 1932
- 1979 – Giulio Natta, 76, italiensk kemist, mottagare av Nobelpriset i kemi 1963
- 1981
  - Richard Barstow, 73, amerikansk filmregissör och koreograf
  - Olle Bærtling, 69, svensk målare och skulptör
  - David Wechsler, 85, amerikansk psykolog
- 1989 – Giuseppe Siri, 82, italiensk kardinal
- 1995 – Michael Hordern, 83, brittisk skådespelare
- 1997 – John Eccles, 94, australisk neurofysiolog, mottagare av Nobelpriset i fysiologi eller medicin 1963
- 1998
  - Hideto Matsumoto, 33, japansk musiker med artistnamnet hide
  - Gene Raymond, 89, amerikansk skådespelare
- 1999 – Oliver Reed, 61, brittisk skådespelare
- 2005
  - Robert Hunter, 63, kanadensisk journalist, miljöaktivist och politiker, en av grundarna av miljöorganisationen Greenpeace
  - Börje Nyberg, 85, svensk skådespelare, regissör och manusförfattare
  - Raisa Strutjkova, 79, rysk ballerina och koreograf
- 2006 – Lars-Erik Jonsson, 46, svensk operasångare
- 2007 – Magnus Stenbock, 95, svensk greve, författare, debattör och konstnär
- 2008 – Dolle Muthas, 81, svensk dragspelare och orkesterledare
- 2009
  - Marilyn French, 79, amerikansk författare
  - Jack Kemp, 73, amerikansk republikansk politiker och utövare av amerikansk fotboll
- 2011 – Usama bin Ladin, 54, saudisk terroristledare, grundare av och ledare för terrornätverket al-Qaida
- 2013
  - Jeff Hanneman, 49, amerikansk gitarrist och låtskrivare, medlem i thrash metal-gruppen Slayer
  - Ivan Turina, 32, kroatisk fotbollsmålvakt
- 2014
  - Nigel Stepney, 55, brittisk Formel 1-mekaniker
  - Efrem Zimbalist, Jr., 95, amerikansk skådespelare
- 2015
  - Ruth Rendell, 85, brittisk deckarförfattare
  - Maja Plisetskaja, 89, rysk balettdansare, prima ballerina assoluta
- 2020 – Jan-Olof Strandberg, 93, svensk skådespelare och teaterchef
- 2024 – Sjoukje Dijkstra, 82, nederländsk konståkare, OS-guld 1964